# مهدی لروی
مهدی لروی (انگلیسی: Mehdi Leroy؛ زادهٔ ۱۸ آوریل ۱۹۷۸) بازیکن فوتبال اهل فرانسه است.
از باشگاه‌هایی که در آن بازی کرده‌است می‌توان به باشگاه فوتبال ونس، باشگاه فوتبال نانت، باشگاه فوتبال پاریس، باشگاه فوتبال تروا، و باشگاه ورزشی آمیان اشاره کرد.